# Bithiodes inexactata
Bithiodes inexactata là một loài bướm đêm trong họ Geometridae.